# European Curling Federation
L'European Curling Federation ("Federazione europea di curling", ECF) è la con federazione sportiva internazionale che dirige e regola lo sport del curling in Europa, in tutte le sue specialità. Organizza i campionati internazionali europei maggiori, e regola il ranking europeo per squadre nazionali. La sua sede non è fissa e l'attuale presidente (con mandato 2008-2010) è l'andorrano Andrew Ferguson-Smith. L'ECF è anche l'organo superiore di riferimento delle federazioni nazionali europee, e risponde alla World Curling Federation, l'organo superiore dello sport del curling.

## Storia
La federazione nacque su iniziativa di Jean Schild di Ginevra, Svizzera, il promotore del Campionato europeo di curling. A Zurigo, sempre in Svizzera, nel novembre del 1974 si svolse un primo campionato di sei nazioni (Svizzera, Svezia, Germania, Francia, Italia e Norvegia). Nel corso di questo torneo si svolse una riunione in cui si concordò sull'idea di una federazione europea di curling.  Nel marzo del 1975 Schild portò questa idea alla riunione dell'ICF (oggi WCF, World Curling Federation), dove si decise l'organizzazione dei Campionati europei di curling ufficiali, sia maschili che femminili.
I primi Campionati europei si svolsero a Megève (Francia) nel dicembre del 1975. Schild divenne il primo presidente dell'European Curling Council ("Consiglio europeo di curling"), con André Viscolo come segretario. Sotto la presidenza di Eric Harmsen il nome è stato cambiato nell'attuale European Curling Federation ("Federazione europea di curling"). Nel 2000 è stato modificato lo statuto, con la creazione della figura del vicepresidente ECF.
All'assemblea generale tenutasi nel mese di aprile del 2004 a Gävle, in Svezia, si è deciso di organizzare un nuovo campionato a partire dal 2005: i Campionati europei misti di curling, a cui si aggiunse il girone di qualificazione europeo per i mondiali junior, l'European Junior Curling Challenge (EJCh).

## Attività

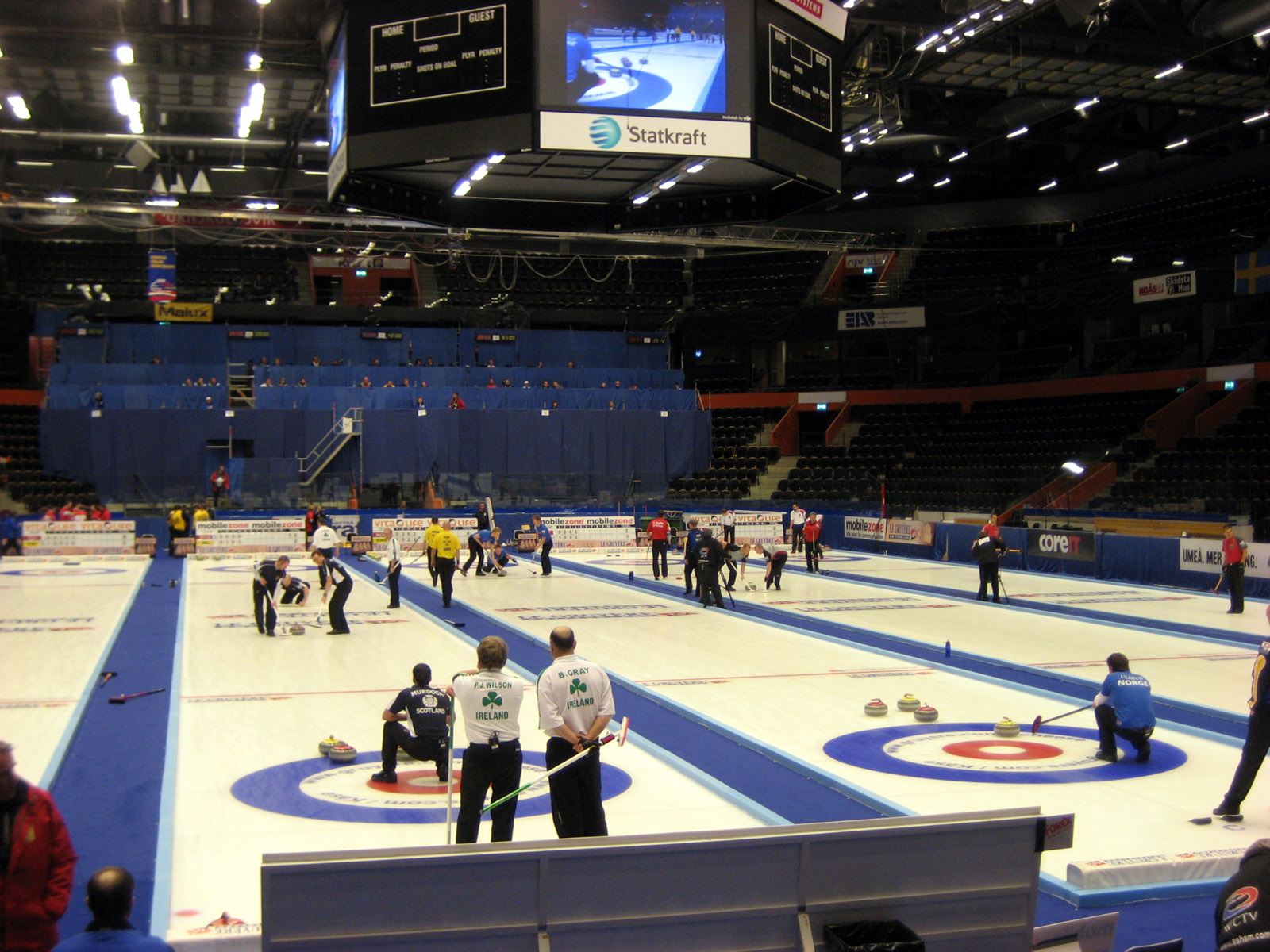
Una fase dei Campionati europei di curling 2008

L'European Curling Federation organizza dal 1975 i Campionati europei di curling (ECC) e, dal 2005, i Campionati europei misti di curling (EMCC) e l'European Junior Curling Challenge (EJCh). Sempre dal 1975, la federazione stila anche il ranking europeo delle squadre nazionali.

## Membri
Le federazioni nazionali che fanno parte dell'ECF sono:
- Andorra - Andorra Curling Association
- Austria - Österrichischer Curling Verband
- Belgio - Belgium Curling Association
- Bielorussia - Belarusian Curling Association
- Bulgaria - Bulgarian Curling Association
- Croazia - Croatian Curling Association
- Danimarca - Dansk Curling Forbund
- Estonia - Eesti Curlingu Liit
- Finlandia - Suomen Curlingliitto
- Francia - Fédération Française des Sports de Glace
- Galles - Welsh Curling Association
- Germania - Deutsche Curling-Verband
- Grecia - Ellenike Omospondia Kerlingk
- Inghilterra - English Curling Association
- Irlanda - Irish Curling Association
- Islanda - Icelandic Curling Association
- Italia - Federazione Italiana Sport del Ghiaccio
- Lettonia - Latvijas kērlinga asociācija
- Liechtenstein - Liechtenstein Curling Association
- Lituania - Lietuvos Kerlingo Asociacija
- Lussemburgo - Union Luxembourgeoise de Curling
- Norvegia - Norges Curling Forbund
- Paesi Bassi - Nederlandse Curling Bond
- Polonia - Polski Związek Curlingu
- Russia - Federacija Kërlinga Rossii
- Scozia - Royal Caledonian Curling Club
- Serbia - National Curling Association of Serbia
- Slovacchia - Slovenský Curlingový Zväz
- Spagna - Federación Española de Deportes de Hielo
- Rep. Ceca - Český Svaz Curlingu
- Svezia - Svenska Curlingförbundet
- Svizzera - Swiss Curling Association
- Turchia - Türkiye Buz Pateni Federasyonu
- Ungheria - Magyar Curling Szövetség

## Organi
Presidenti, vicepresidenti e segretari dell'ECF dalla nascita a oggi:
Presidenti
- 1975-1977: Jean Schild,  Svizzera
- 1977-1979: Bob Grierson,  Scozia
- 1979-1983: Birger Mortensen,  Norvegia
- 1983-1988: Eric Harmsen,  Paesi Bassi
- 1988-1992: Sten Willer-Andersen,  Danimarca
- 1992-2000: Roy Sinclair,  Scozia
- 2000-2008: Malcolm Richardson,  Scozia
- 2008-oggi: Andrew Ferguson-Smith,  Andorra

Vicepresidenti
- 2000-2006: Dieter Kolb,  Germania
- 2006-2008: Andrew Ferguson-Smith,  Andorra
- 2008-oggi: Olli Rissanen,  Finlandia

Segretari
- 1975-1977: André Viscolo,  Svizzera
- 1977-1980: Robin Welsh,  Scozia
- 1980-1983: Stanley Flostrand,  Norvegia
- 1983-1996: Annemie de Jongh,  Paesi Bassi
- 1996-2000: Marc Lüthi,  Svizzera
- 2000-oggi: Saskia Krügl,  Austria